# Русчори (Сибињ)
Русчори (рум. Rusciori) насеље је у Румунији у округу Сибињ у општини Шура Мика. Oпштина се налази на надморској висини од 443 m.

## Становништво
Према подацима из 2002. године у насељу је живело 630 становника.

### Попис2002.
| Расподела становништва по националности 2002.‍ | Расподела становништва по националности 2002.‍ | Расподела становништва по националности 2002.‍ | Расподела становништва по националности 2002.‍ | Расподела становништва по националности 2002.‍ |
| --------------------------------------------- | --------------------------------------------- | --------------------------------------------- | --------------------------------------------- | --------------------------------------------- |
|                                               |                                               |                                               |                                               |                                               |
| Румуни                                        | Румуни                                        |                                               | 342                                           | 54,6%                                         |
| Роми                                          | Роми                                          |                                               | 252                                           | 40,3%                                         |
| Немци                                         | Немци                                         |                                               | 32                                            | 5,1%                                          |